# Nagadeba obenbergeri
Nagadeba obenbergeri är en fjärilsart som beskrevs av Embrik Strand 1920. Nagadeba obenbergeri ingår i släktet Nagadeba och familjen nattflyn. Inga underarter finns listade i Catalogue of Life.